# Семь больших обид
Семь больших обид (маньчжурск.: ᠨᠠᡩᠠᠨ ᡴᠣᡵᠣ надан коро; кит. трад. 七大恨, пиньинь Qī Dà Hèn, палл. Ци да хэнь), также Семь причин ненависти к Китаю —- манифест, составленный основателем маньчжурского государства Айсиньгиоро Нурхаци 7 мая 1618 года. Перед этим он объявил в присутствии маньчжурских князей (бэйлэ):

Я принял решение, в этом году мы непременно покараем Минскую империю!
Оригинальный текст (кл. кит.)吾意已决，今岁必征大明国！

С этого времени началась маньчжурская экспансия против Китая. Несмотря на поражение в битве при Нинъюани и последующую смерть Нурхаци, маньчжуры продолжали набеги на Китай, что привело к его завоеванию внуком Нурхаци Фулинем, окончательно завершившимся уже при его правнуке Сюанье с захватом Тайваня в 1683 году.

## Содержание
1. Минцы беспричинно убили деда Нурхаци Гиочанги и его отца Такши.
2. Минцы поддерживали враждебный Нурхаци клан Ехэ и притесняли клан Нурхаци Цзяньчжоу.
3. Минское правительство заставляло Нурхаци выплачивать компенсацию за казни нарушавших маньчжурскую границу китайцев, тем самым нарушая договоры о подвластных обеим сторонам территориях.
4. Пользуясь военной поддержкой Мин, клан Ехэ разорвал помолвку своей представительницы с Нурхаци и выдал её замуж за монгольского хана.
5. Минцы запрещали маньчжурам заниматься земледелием на их исконных землях Чайхэ, Саньча и Фуань, изгоняя их оттуда.
6. В случае конфликтов с кланом Ехэ, минцы всегда вставали на его сторону, даже если правда не была на стороне этого клана.
7. Минское правительство в Ляонине назначило начальником гарнизона в Цзяньчжоу чиновника по имени Шан Бочжи, который злоупотреблял своей властью и унижал самого Нурхаци.